# Epectasis mexicana
Epectasis mexicana är en skalbaggsart som beskrevs av Stefan von Breuning 1954. Epectasis mexicana ingår i släktet Epectasis och familjen långhorningar. Inga underarter finns listade i Catalogue of Life.